# Membrandt
Membrandt, pseudoniem van Christa Maatjens (Roosendaal, 7 december 1953 – Dordrecht, 6 oktober 2014), was een Nederlands kunstschilder, tekenaar  en graficus. Ze exposeerde in Europa, waar ook haar werk in diverse collecties werd opgenomen.

## Biografie
Maatjens volgde van 1971 tot 1974 de Academie voor Beeldende Vorming in Tilburg en aansluitend tot 1977 de Academie voor Beeldende Kunsten Sint-Joost in Breda. Ze woonde en werkte in Dordrecht.
In 1987 nam ze in Varna en Sofia deel aan een culturele uitwisseling van de Stichting Oost Europa Projecten. Milko Bojkov gaf haar daar de bijnaam Membrandt, vanwege haar passie voor membranen en haar experimenten in haar zoektocht naar het Gulden Vlies. Deze bijnaam voerde ze sindsdien als kunstenaarsnaam.
In de loop van de jaren exposeerde ze in Nederland, België en Duitsland en verder vooral in Oost-Europa, tot en met Odessa in Oekraïne. Haar werk werd ook getoond tijdens de International Graphic Annual van 2002 in Stockholm en verder leverde ze werk voor het Franse paviljoen tijdens de Biënnale van Venetië in 2005. Haar werk bevindt zich in collecties in West- een Oost-Europa, waaronder bijvoorbeeld ook in de International Gallery Art Addiction in Londen. Ze werd bekroond met meerdere kunstprijzen, met name uit Zweden.
Haar lichaam was getekend door medische ingegrepen. Ze maakte haar lichaam (minimaal sinds 2006) het ijkpunt van haar kunst, zoals in de expositie Between pain and passion (2006) in Gent en Art=Survival (2013) in Boedapest.
- International Standard Name Identifier: 0000 0003 8898 2223
- Nederlandse Thesaurus van Auteursnamen: 157825027
- RKD-Nederlands Instituut voor Kunstgeschiedenis: 55171
- Virtual International Authority File: 282258059
- WorldCat: E39PBJdcwkvJvTctc7kpJHdG73